# تپه کلح لپلر ۱
تپه کلح لپلر ۱ مربوط به دوره اشکانیان - دوره ساسانیان - سده‌های میانه دوران‌های تاریخی پس از اسلام است و در شهرستان ورزقان، بخش مرکز ی، دهستان ازومدل شمالی، ۴۰۰ متری شمال غربی روستای تخمدل واقع شده و این اثر در تاریخ ۲۷ اسفند ۱۳۸۷ با شمارهٔ ثبت ۲۶۳۷۴ به‌عنوان یکی از آثار ملی ایران به ثبت رسیده است.